# 修頓
修頓爵士，KCMG，KBE（Sir Wilfrid Thomas Southorn，1879年8月4日—1957年3月15日），舊譯蕭敦爵士，英國殖民地官員，1903年至1926年間於錫蘭殖民地政府供職，官至首席助理輔政司及行政、立法兩局官守議員。修頓在1926年至1936年間調任香港輔政司兼行政、立法兩局官守議員，任內多次署任港督，並在1933年獲勳為爵士。修頓爵士伉儷在香港期間以熱心參與社會公益著稱，其妻曾任香港女童軍總監等多項公職，於1935年獲OBE勳銜。修頓爵士在1936年至1942年升任岡比亞總督，1946年開展退休生涯。著名女作家維珍尼亞·伍爾夫是修頓爵士夫人的弟婦；現今位於灣仔的修頓球場即以修頓爵士命名。

## 生平

### 早年生涯
修頓在1879年8月4日生於英國華威郡的利明頓礦泉（Leamington Spa），是父親約書亞·修頓（Josiah Southorn）的三子。修頓的父親本身任職拍賣官，另外也是估價員及物業代理。 修頓少時入讀華威學校（Warwick School），及後負笈牛津大學基督聖體學院，1903年取得文學士學位畢業，後來於1933年獲頒文學碩士學位。

### 殖民地生涯
修頓在大學畢業後即於1903年加入殖民地部，並獲派往錫蘭（今斯里蘭卡）殖民地政府任職，最初於1904年任北部省政府代表的署理辦公室助理， 並在賈夫納（Jaffna）辦公；他在1905年4月通過考核後，在5月調任北中省政府代表的署理辦公室助理，1907年4月再調到漢班托特的坦加勒（Tangalla）任署理區域法官。 在1909年7月，修頓調回可倫坡任海關港口檢貨官，同年加入輔政司署任候補輔政司（Additional Colonial Secretary）。 通過第二度公務員考核後，修頓在1911年11月出任馬塔拉（Matala）助理政府代表，至1914年8月出任特委輔政司（Extra Colonial Secretary）兼錫督羅伯特·查默斯爵士（Sir Robert Chalmers）之私人秘書，其後復於1915年9月任可倫坡副海關課稅官兼港口檢貨官。

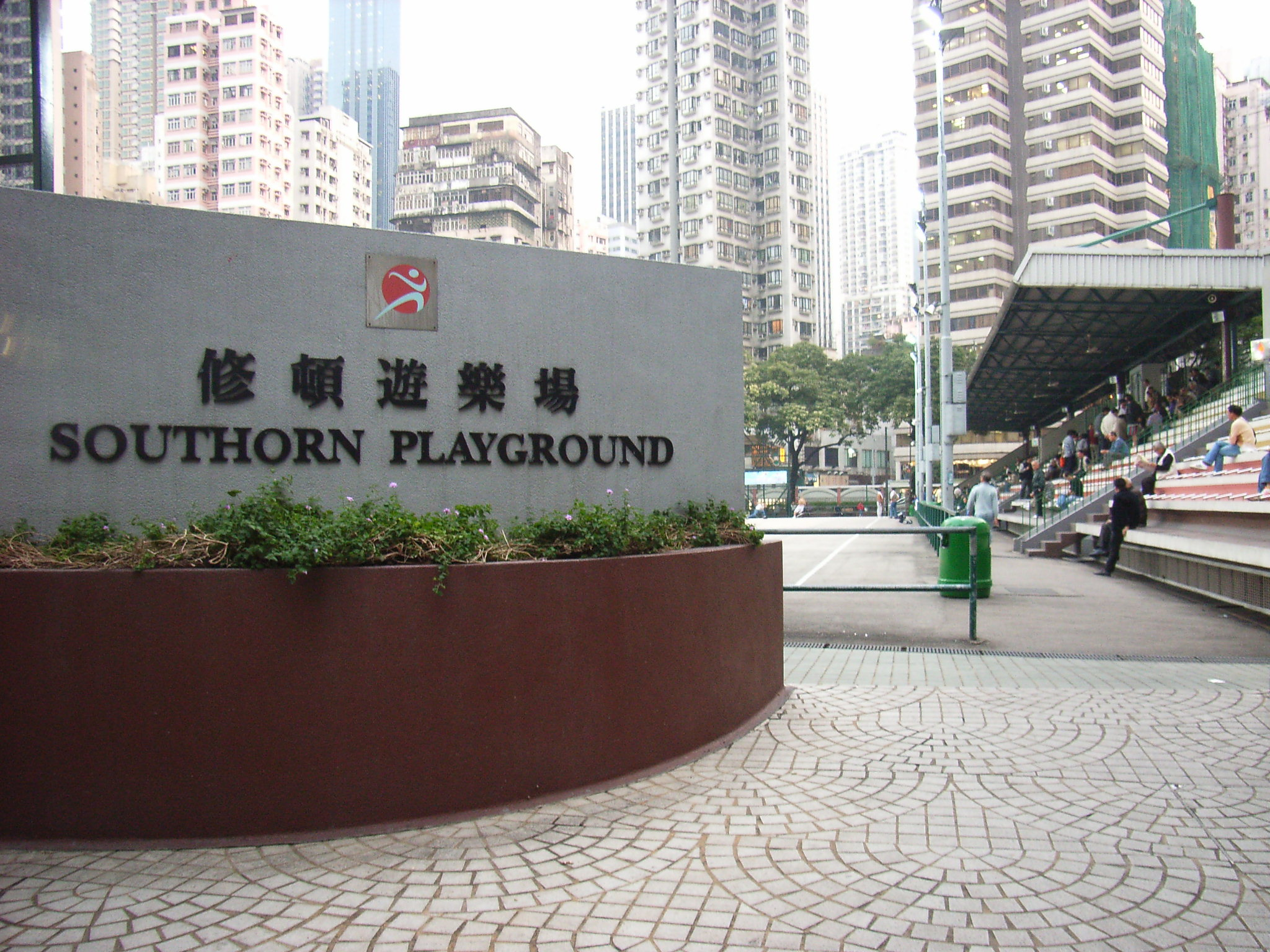
灣仔的修頓球場。

在1915年年底，修頓由於參加第一次世界大戰而離開錫蘭，戰後於1919年重返錫蘭，並在同年12月出任第二助理輔政司及再度兼任錫督私人秘書之職。 在1920年7月，修頓獲擢升為首席助理輔政司，至1923年12月獲政府委任為首席海關課稅官兼可倫坡港口委員會主席。 在1924年10月，修頓以首席助理輔政司身份加入錫蘭立法局，擔任官守議員， 同年11月他又獲進一步委任為錫蘭行政局官守議員。

### 香港輔政司
在1926年5月1日，修頓由錫蘭調來香港出任輔政司一職。 修頓伉儷在香港熱心公益，經常出席公開場合，甚得民心，這使他甫上任一年便於1927年6月的英皇壽辰榮譽名單中獲勳CMG勳銜。 在任輔政司期間，修頓曾於1929年10月8日主持ZBW電台的啟播儀式，標誌香港進入公營電台時代，而ZBW電台即為香港電台之前身。 另一方面，修頓夫婦倆亦關注香港遊樂場地不足的問題， 而隨著遊樂場協會在1933年成立後，康樂用地不足亦漸成社會日益關注的議題，在他們的爭取下，港府在1934年撥出灣仔一幅土地用作球場之用，並以修頓命名為「修頓球場」。
修頓在任輔政司期間曾經三度長時間署理港督一職，第一次是金文泰爵士卸任港督後，他自1930年2月1日至3月9日擔任護理港督一職至新任港督貝璐爵士抵港履新為止； 第二次是貝璐爵士於1935年卸任後，他自當年5月17日至9月13日第二度署任港督，後來一度由華民政務司史美代任，到11月1日再由修頓署任港督，一直至1935年12月12日，新任港督郝德傑爵士上任為止。 修頓在1933年6月的英皇壽辰名單中獲勳KBE勳銜，成為爵士， 後來在1936年獲香港大學頒授榮譽法學博士學位。

### 卸任以後
修頓在1936年3月卸任返英， 並於同年6月20日獲英廷委任為岡比亞總督兼三軍總司令，10月22日正式上任， 其後在1938年獲勳KCMG勳銜。對於岡比亞國界狹長，幾乎將塞內加爾一分為二，而且殖民地內經濟非常依賴花生種植，修頓曾形容岡比亞「地理上及經濟上都是一個荒謬」（A geographic and economic absurdity），此語一出，一度為後人廣泛引用。 修頓在1942年3月23日卸任岡比亞總督之職， 當時時值第二次世界大戰，他遂獲殖民地部委為殖民地服務聯絡官（Colonial Service Liaison Officer），直到大戰完結後的1946年方才卸任，此後開展退休生涯。

### 晚年生涯
修頓爵士晚年為達格代爾學會（The Dugdale Society）會員，該會專門推廣及整理華威郡的地方歷史。 他在1957年3月15日卒於米德爾塞克斯內泰晤士河畔萊爾漢姆（Laleham-on-Thames），叫「奧斯曼村莊」（Osmanthorpe）的宅第內，終年77歲。

## 家庭
修頓在1921年1月29日於可倫坡迎娶貝拉·悉尼·伍爾夫（Bella Sidney Woolf，1877年－1960年）為妻。 修頓夫人本身為作家，在港期間熱心參與社會活動，出任大量公職，曾於1935年新年榮譽名單中獲OBE勳銜； 而在1926年至1936年間出任香港女童軍總監任內，亦對女童軍發展作出一定貢獻。 在嫁給修頓以前，修頓夫人原為已故植物學家羅伯特·希思·洛克（Robert Heath Lock，1879年－1915年）之遺孀， 另外她的胞弟倫納德·伍爾夫（Leonard Woolf，1880年－1969年）為著名政治學家，弟婦則為著名作家維珍尼亞·伍爾夫，故此修頓爵士亦與維珍尼亞·伍爾夫有親戚關係。

## 榮譽

### 殊勳
- C.M.G.（1926年英皇壽辰榮譽名單）
- K.B.E.（1933年英皇壽辰榮譽名單）
- O.B.E. (1935年新年荣誉名单)
- K.C.M.G.（1938年新年榮譽名單)[19]

### 榮譽學位
- 法學博士
  - 香港大學 （1936年）

### 以他命名的事物
- 修頓球場，位於香港灣仔盧押道，命名於1934年。
- 修頓中心，位於修頓球場旁，建於1988年。
- 修頓花園，位於修頓中心附近，私人住宅，1988年入伙。
- 修頓室內場館，位於修頓中心地下。

## 外部連結
- 修頓爵士惜別辭，香港立法局，1936年5月13日（英文）
- 香港大學贊辭，1936年（英文）

| 官衔                     | 官衔                                      | 官衔                       |
| ------------------------ | ----------------------------------------- | -------------------------- |
| 前任者： 夏理德（署理）  | 香港輔政司 1926年5月1日-1936年3月23日     | 繼任者： 那魯麟（署理）    |
| 前任者： 金文泰爵士      | 署理香港總督 1930年2月1日-1930年3月9日    | 繼任者： 貝璐爵士          |
| 前任者： 貝璐爵士        | 署理香港總督 1935年5月17日-1935年9月13日  | 繼任者： 史美（署理）      |
| 前任者： 史美（署理）    | 署理香港總督 1935年11月1日-1935年12月12日 | 繼任者： 郝德傑爵士        |
| 前任者： 亞瑟·理查茲爵士 | 岡比亞總督 1936年10月22日-1942年3月23日   | 繼任者： 希拉利·布萊德爵士 |